# Coulport
Coulport, schottisch-gälisch: An Cùl Phort, ist ein Dorf in der Council Area Argyll and Bute in Schottland. Es beherbergt die Marinebasis Coulport. 